# Düsseldorfs stadsbana

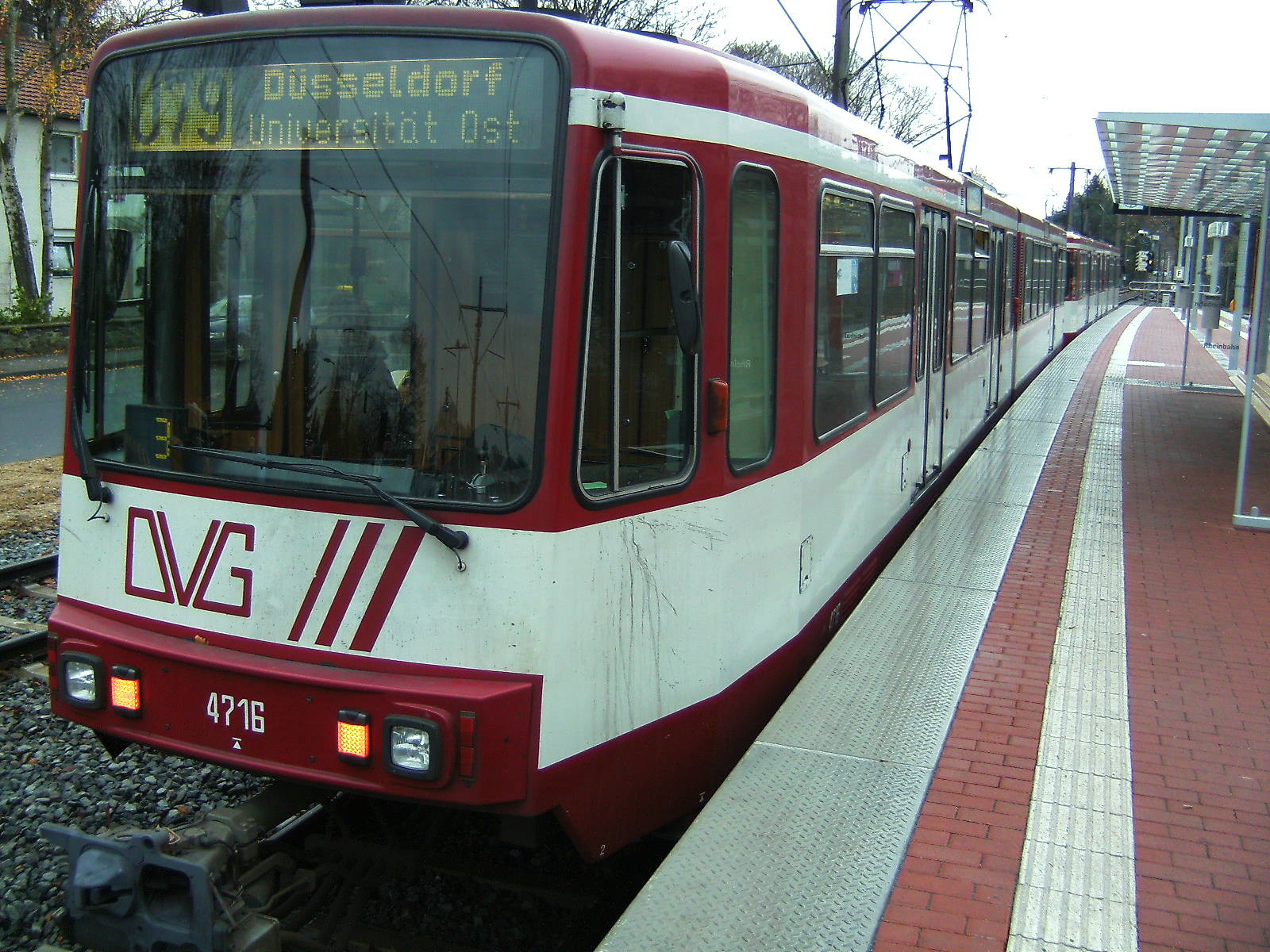
Linje U79

Düsseldorfs stadsbana är en snabbspårväg som tillsammans med S-tågen och spårvägen formar ryggraden i Düsseldorfs kollektivtrafiksystem. Den första underjordiska sträckan öppnades 1988 och nätet är på totalt 68 kilometer. Det kännetecknas av en blandning av spårvägs- och tunnelbanesystem och har gatukorsningar och gatuspår på sina håll.

## Linjer
Linjenätet i Düsseldorfs tunnelbana har en total sträcka på ca 68 kilometer och har totalt 99 stationer (inklusive stationer med flera perronger). Nätet är indelat i tre olika system.
| Linje | Sträcka | Invigd | Längd (km) | Hållplatsers |
| ----- | --- | ------ | ---------- | ------------ |
| U70   | Krefeld, Rheinstraße – Heinrich-Heine-Allee - Steinstraße/Königsallee - Oststraße - Düsseldorf Hauptbahnhof        | 1988   | 22,4       | 17           |
| U74   | Meerbusch, Görgesheide – Heinrich-Heine-Allee - Steinstraße/Königsallee - Oststraße - Holthausen                   | 1994   | 21,1       | 31           |
| U75   | Neuss Hauptbahnhof – Heinrich-Heine-Allee - Steinstraße/Königsallee - Oststraße - Eller, Vennhauser Allee          | 1993   | 15,6       | 28           |
| U76   | Krefeld, Rheinstraße – Heinrich-Heine-Allee - Steinstraße/Königsallee - Oststraße - Handelszentrum/Moskauer Straße | 1988   | 23         | 28           |
| U77   | Am Seestern – Heinrich-Heine-Allee - Steinstraße/Königsallee - Oststraße - Holthausen                              | 1994   | 11,6       | 22           |
| U78   | Düsseldorf Hauptbahnhof – ESPRIT arena/Messe Nord                                                                  | 1988   | 7,6        | 15           |
| U79   | Universität Ost/Botanischer Garten – Duisburg-Meiderich                                                            | 1988   | 38,1       | 45           |